# Théâtre Essaïon
Théâtre Essaïon je divadlo v Paříži na adrese 6, Rue Pierre-au-Lard ve 4. obvodu.

## Historie
Divadlo založil v roce 1975 herec Régis Santon. Sídlí v jednom ze středověkých sklepů bývalého paláce hôtel de l’Aigle d’Or. Divadlo však zkrachovalo a poté jej převzal režisér José Valverde a začal zde uvádět tvorbu současných autorů. V roce 1995 vznikl v sousedním sklepě druhý sál s kapacitou 70 míst.
Od roku 2003 se divadlo zaměřuje na hudební produkce a muzikály.